# Модель PESO
Модель PESO — это модель стратегического планирования интегрированных маркетинговых коммуникаций, которая заключается в разработке единой коммуникационной стратегии для четырех каналов: Paid (оплаченные публикации); Earned (заработанные каналы); Shared (социальные медиа); Owned (собственные каналы).
Модель позволяет подойти к разработке коммуникационной стратегии комплексно .

## История
Тогда еще безымянная модель стала использоваться с 2009 года коммуникационным агентством Arment Dietrich. Свое название модель получила только в 2013 году, когда Джино Викман в своей книге "Traction: Get a Grip on Your Business" обозначил ее аббревиатурой PESO. Так же в  2014 году Джини Дитрих (Gini Dietrich), основатель блога "Spin Sucks" и руководитель агентства "Arment Dietrich", представила модель PESO в книге "Spin Sucks: Communication and Reputation Management in the Digital Age". 

## Описание каждой составляющей модели

### P-Paid
Оплаченные каналы, сюда входят:
- спонсированные посты и опросы в социальных сетях;
- нативная реклама и спецпроекты со СМИ и блогерами;
- таргетированная реклама;
- наружная реклама, реклама по ТВ.

### E-Earned
Заработанные каналы - это означает, что упоминания нужно "заслужить", размещая в СМИ качественно подготовленные громкие инфоповоды. Такие публикации размещаются в СМИ и блогерами бесплатно, но их подготовка требует больше времени и усилий. Такие размещения вызывают больше доверия у аудитории и выглядят естественнее. 

### S-Shared
Социальные или общие каналы - это весь контент на официальных страницах бренда в социальных сетях и в блогах компании на внешних ресурсах.
Например:
- Facebook;
- "ВКонтакте";
- "Одноклассники";
- Twitter;
- Youtube и тд.

### О-Owned
Собственные каналы - это полностью контролируемые брендом платформы коммуникации и контент.
Например:
- контент от экспертов;
- кейсы сотрудников;
- кейсы клиентов;
- пользовательский контент;
- отзывы;
- вебинары, видео и тд.

## Применение
Первое, что необходимо сделать - это определить целевую аудиторию и поделить ее на группы (по возрасту, интересам, какие социальные сети предпочитает). Далее выбрать издания, которые читают ЦА, подготовить интересный контент. После публикации в СМИ подготовленного вами инфоповода необходимо заняться распространением ссылок в социальных сетях и настроить таргетированную рекламу под ЦА.